# Obljaj
Obljaj (in cirillico serbo: Обљај) è un villaggio vicino Bosansko Grahovo in Bosnia ed Erzegovina, situato ad ovest di Sarajevo e a nord di Livno vicino al confine con la Croazia, nella parte nord-occidentale del Paese. È amministrativamente parte del cantone 10 della federazione. È difficile da raggiungere a meno che non si prendano vie secondarie.
Gavrilo Princip, noto per aver commesso l'assassinio dell'Arciduca Francesco Ferdinando d'Austria che diede inizio alla prima guerra mondiale, è nato qui nel 1894 e visse qui quando era giovane; suo padre era un postino nel villaggio.